# Калмансон, Гилель Моисеевич
Гилель Моисеевич Калмансон (литературный псевдоним — Перекати-Поле; 1868, Могилёв-на-Днепре — 1937) — русский и советский прозаик, поэт, литературный критик.
Отец Г. Лелевича (1901—1937), поэта, критика, одного из руководителей ВАПП.

## Биография
С 1894 года участвовал в политических кружках, с 1896 года — в подпольной работе, в 1897 году организует группу социал-демократов в Могилёве, с 1903 года большевик.
Работал сотрудником журнала «Правда». В 1917—1922 годах — на партийной и военно-организаторской работе в Могилёве, Самаре и Гомеле.
С 1922 года жил в Москве, организовал литературные кружки рабочих поэтов «Вагранка», «Искра», «Смена».
В 1937 году репрессирован.

## Творческая деятельность
С 1884 года печатался в одесском журнале «Пчёлка», с 1895 года — журналах «По морю и суше», «Ежемесячные сочинения», «Почтальон», «Беседа», «Жизнь для всех», а в Москве — «Жизнь и Искусство» (1908—1909), «Московский Рабочий» (1919), «Комсомолия» (1926) и других.
Первый сборник стихов — «Песни босяка» напечатан в Петербурге в 1907 году. В 1915 в Киеве отдельной книгой вышли его элегия в прозе «Свобода» и сказка-притча «Плакучая акация».
В 1919 году в Самаре опубликована книга стихов «Красная Армия», в 1923 в Москве — сборник «Под пятикрылой звездой».

## Избранные произведения
- Красная Армия. Самара, 1919.
- Песни босяка / Перекати-поле. — Санкт-Петербург : Распространитель, 1907. — 80 с.
- Плакучая акация (сказка). Киев, тип. Окр. штаба, 1915. — 7с.
- Свобода. [Элегия в прозе]. Киев, тип. Окр. штаба, 1915. — 7с.
- Творчество народов СССР // Земля Советская. — 1930. — № 1. — С. 7-12